# Torneo de Delray Beach 2015
El Delray Beach International Tennis Championships 2015 es un torneo de tenis que pertenece a la ATP en la categoría de ATP World Tour 250. Se disputará del 16 al 22 de febrero de 2015.

## Distribución de puntos
| Modalidad            | Campeón | Finalista | Semifinales | Cuartos de final | 2ª ronda | 1ª ronda | Clasificados | 2ª ronda de clasificación | 1ª ronda de clasificación |
| Individual masculino | 250     | 165       | 100         | 50               | 25       | 0        | 13           | 7                         | 0                         |
| Dobles masculino     | 250     | 150       | 90          | 45               | 20       | 0        | -            | -                         | -                         |

## Cabeza de serie

### Individuales masculinos
| Tenista             | Ranking | Preclasificado |
| Kevin Anderson      | 15      | 1              |
| John Isner          | 18      | 2              |
| Alexandr Dolgopolov | 16      | 3              |
| Ivo Karlović        | 25      | 4              |
| Adrian Mannarino    | 40      | 5              |
| Sam Querrey         | 41      | 6              |
| Steve Johnson       | 42      | 7              |
| Viktor Troicki      | 44      | 8              |

- Ranking del 9 de febrero de 2014

### Dobles masculinos
| Tenista                    | Ranking | Preclasificado |
| Bob Bryan Mike Bryan       | 2       | 1              |
| Raven Klaasen Leander Paes | 52      | 2              |
| Ivan Dodig Max Mirnyi      | 58      | 3              |
| Sam Groth Chris Guccione   | 69      | 4              |

## Campeones

### Individuales masculinos
Ivo Karlović venció a  Donald Young por 6-3, 6-3

### Dobles masculinos
Bob Bryan /  Mike Bryan vencieron a  Raven Klaasen /  Leander Paes por 6-3, 3-6, [10-6]